# Camp Dennison (Ohio)
Camp Dennison es un lugar designado por el censo ubicado en el condado de Hamilton en el estado estadounidense de Ohio. En el Censo de 2010 tenía una población de 375 habitantes y una densidad poblacional de 361,07 personas por km².

## Geografía
Camp Dennison se encuentra ubicado en las coordenadas 39°11′47″N 84°17′22″O / 39.19639, -84.28944. Según la Oficina del Censo de los Estados Unidos, Camp Dennison tiene una superficie total de 1.04 km², de la cual 1.04 km² corresponden a tierra firme y (0%) 0 km² es agua.

## Demografía
Según el censo de 2010, había 375 personas residiendo en Camp Dennison. La densidad de población era de 361,07 hab./km². De los 375 habitantes, Camp Dennison estaba compuesto por el 75.2% blancos, el 19.47% eran afroamericanos, el 0% eran amerindios, el 0% eran asiáticos, el 0% eran isleños del Pacífico, el 1.33% eran de otras razas y el 4% pertenecían a dos o más razas. Del total de la población el 2.4% eran hispanos o latinos de cualquier raza.